# Torre de Cope
La torre de Cope, també denominada del Sant Crist, és una torre de sentinella situada al terme municipal d'Águilas (Múrcia) Espanya. Al nord del cap Cope, molt a prop de la vora del mar a l'interior del Parc Regional de Cap Cope i Puntes de Calnegre. Es troba catalogat com a Bé d'interès cultural (BIC).

## Història
La torre data del segle xvi i fou construïda pel concejo de Llorca degut als atacs freqüents de corsaris nordafricans musulmans i pirates barbarescos cap als pescadors i pastors de la zona.
En 1539, el rey Carles V del Sacre Imperi Romanogermànic había ordenat al Concejo de Llorca la construcció d'una torre en Cope. En 1568, el rei Felip II encarrega a Vespasiano I Gonzaga la inspecció i projecte de construcció de les fortificacions del port de la ciutat de Cartagena i litoral del Regne de Múrcia, de la costa del Regne de València y els ports africans d'Oran i Mers el-Kebir. En aquest viatge, Vespasiano Gonzaga fou acompanyat del prestigiós enginyer militar Giovanni Battista Antonelli. Arran d'aquest viatge, es projecta l'ampliació i culminació de la torre de Cope, les obres del qual finalitzen en 1574.
A partir d'aquí, un grup permanent, entorn de tres o quatre persones vigilaven des de la torre i la custodiaven.
La torre fou restaurada a finals del segle xx.

## Végeu també
- Torre dels Moscats.
- Torre del Pedró.
- Torre de Sant Baldiri.
- Parc Regional de Cap Cope i Puntes de Calnegre.